# Període de Carles I
El període de Carles I és un període de la història anglesa i escocesa marcat pel regnat de Carles I, al mateix temps rei d'Anglaterra i d'Escòcia. Aquest període engloba el temps comprès entre el 1625 i el 1645, just en plena època estuardiana i succeint al govern anterior de Jaume I.
Va ser una època combulsa caracteritzada sobretot, pels continus enfrontaments entre el rei i els seus partidaris, i l'oposició puritana. El creixent conflicte polític i social va desembocar, al final, en una guerra civil el 1642. El regicidi de Carles I el 30 de gener de 1649 a conseqüència de la Guerra Civil Anglesa va fer que el Parlament anglès acabés instaurant un nou sistema de govern republicà, la Commonwealth d'Anglaterra.